# Firsat Sofi
Firsat Sofi (kurde : فرسەت سۆفی) est un homme politique kurde irakien affilié au Parti démocratique du Kurdistan (PDK), né le 21 mai 1978 et mort le 18 novembre 2020. 

## Biographie
Docteur en droit international, il enseigne pendant trois ans dans une université d'Arbil avant d'être élu député au Parlement du Kurdistan en septembre 2013, sur la liste du PDK,.
Réputé modeste, réformiste et intègre[réf. nécessaire], l'ancien président de la Région du Kurdistan irakien Massoud Barzani le choisit en 2016 comme conseiller pour lutter contre la corruption au Kurdistan. 
En septembre 2019, âgé de 41 ans, il est élu et devient le 41e préfet d'Arbil[réf. nécessaire]. 
Il décède du Covid-19 le 18 novembre 2020, un mois après avoir été testé positif.
Le leader kurde Massoud Barzani, dans son communiqué de condoléance le qualifie comme son propre fils. Le premier ministre du Kurdistan irakien, Masrour Barzani, très proche de Firsat Sofi, le décrit ainsi : « Mon frère dr. Firsat était un homme patriote, sincère, et compétent, il a consacré toute sa vie pour servir son pays et son peuple,... il était très engagé pour faire réussir le processus de réforme [et la lutte contre la corruption] ». Qubad Talabani, vice-premier ministre, indique « Sofi n'appartenait pas seulement au PDK et à Arbil, mais il nous appartenait tous, et nous l'avons perdu tous » et rappelle qu'il était « son ami, une personne compétente, sincère et engagée [pour servir son peuple] », ces mêmes mots avaient été choisis par le président de la République d'Irak, Barham Saleh, pour le décrire.